# Arrondissement de Neuhaus
L'arrondissement de Neuhaus est une ancienne subdivision administrative française du département de l'Ems-Occidental puis de la Lippe créée le 1er janvier 1811 et supprimée le 11 avril 1814.

## Composition
Il comprenait les cantons de Bad Bentheim, Heede, Neuhaus, Nordhorn et Wesuwe.